# رانکین
|                                                                                         | از رانکین                 | به رانکین                   |
| --------------------------------------------------------------------------------------- | ------------------------- | --------------------------- |
| سلسیوس                                                                                  | [°C] = [K] − ۲۷۳٫۱۵       | [K] = [°C] + ۲۷۳٫۱۵         |
| فارنهایت                                                                                | [°F] = [K] × 9⁄5 − ۴۵۹٫۶۷ | [K] = ([°F] + ۴۵۹٫۶۷) × ۵⁄۹ |
| رانکین                                                                                  | [°R] = [K] × ۹⁄۵          | [K] = [°R] × ۵⁄۹            |
| برای فاصله دمایی نه یک دمای خاص ۱ K = ۱°C = ۹⁄۵°F = ۹⁄۵°R مقایسه دما در مقیاس‌های متفاوت |                           |                             |

مقیاس درجه‌بندی حرارت

رانکین مقیاسی برای درجه‌بندی حرارت می‌باشد که به افتخار مبدع آن، مهندس فیزیکدان اسکاتلندی ویلیام جان ماگورن رانکین، به این عنوان خوانده می‌شود.
علامت رانکین °R، یا °Ra می‌باشد (در جاهائی که نیاز به قائل شدن تفاوت با درجه Rømer و Réaumur باشد از °Ra استفاده می‌شود)
همانند درجه‌بندی کلوین صفر رانکین، همان صفر مطلق می‌باشد ولی در تقسیم‌بندی درجات از مقیاس درجات فارنهایت استفاده می‌شود پس در نتیجه تغییرات دما حسب رانکین با تغییرات دما حسب فارنهایت برابر می‌باشد ولی صفر درجه رانکین برابر ۴۵۹٫۶۷- فارنهایت می‌باشد.
درجه‌بندی رانکین برای استفاده در چرخه‌های ترمودینامیکی موتورهای بخار، مثلاً موتورهایی که با بخار آب کار می‌کنند ایده‌آل می‌باشد.